# Can't Get Enough of Your Love, Babe
Can't Get Enough of Your Love, Babe è una canzone scritta, prodotta e registrata da Barry White nel 1974, pubblicata come primo singolo estratto dall'album Can't Get Enough.
La canzone raggiunse la vetta della Billboard Hot 100 e della U.S. R&B chart, diventando uno dei maggiori successi del cantautore.
Il singolo ricevette anche un disco d'oro dalla RIIA il 2 luglio 1974.

## Tracce
7 Single
1. Can't Get Enough Of Your Love, Babe - 3:24
2. Just Not Enough - 4:13

## Classifiche
| Classifica (1974)      | Posizione più alta |
| ---------------------- | ------------------ |
| U.S. Billboard Hot 100 | 1                  |
| U.S. R&B Chart         | 1                  |
| Regno Unito            | 8                  |

## Cover
Il brano fu oggetto di cover da parte di Taylor Dayne, che la registrò con il titolo Can't Get Enough of Your Love nel 1993 per l'album Soul Dancing. Il singolo prodotto da David Cole e Robert Clivillés raggiunse la ventesima posizione della Billboard Hot 100.